# Günter Guillaume

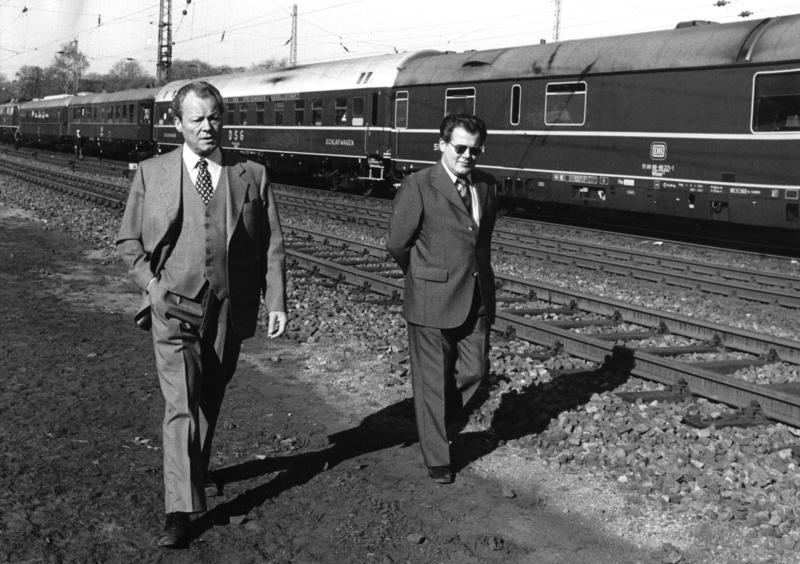
Willi Brandt i Günter Guillaume

Günter Guillaume (ur. 1 lutego 1927 w Berlinie, zm. 10 kwietnia 1995 w Eggersdorfie jako Günter Bröhl) – szpieg wschodnioniemiecki, agent Stasi, w latach 1972–1974 osobisty sekretarz kanclerza Willy’ego Brandta.

## Życiorys
Günter Guillaume urodził się w Berlinie. Po ukończeniu ośmiu klas szkoły podstawowej, rozpoczął naukę zawodu w berlińskim wydawnictwie Atlantik Verlags- und Bilderdienst GmbH.
17 stycznia 1944 Guillaume złożył podanie o przyjęcie do NSDAP, a w kwietniu otrzymał legitymację członkowską. Jesienią 1944 rozpoczął obowiązkową służbę w Reichsarbeitsdienst, a do końca II wojny światowej był pomocnikiem obrony przeciwlotniczej. Trafił się do niewoli brytyjskiej, z której jednak udało mu się uciec, po czym pracował w gospodarstwie rolnym w Szlezwiku-Holsztynie. Po powrocie do Berlina w 1945, pracował tam najpierw jako fotograf w firmie reklamowej, a następnie jako fotoreporter.
W 1950 roku Guillaume został redaktorem w wydawnictwie Volk und Wissen w Berlinie Wschodnim. W 1952 roku wstąpił do SED. Według baz danych HVA we wrześniu 1954 został zarejestrowany jako tajny współpracownik Stasi pod kryptonimem "Hansen". W 1956 wraz z żoną wyjechał z NRD do Niemiec Zachodnich, gdzie zamieszkał we Frankfurcie nad Menem w domu swojej teściowej i trudnił się prowadzaniem sklepu z kawą i tytoniem oraz pracą fotografa.
Na polecenie Stasi w 1957 wraz z żoną wstąpił do SPD. Początkowo pracował jako szeregowy funkcjonariusz partyjny, a następnie m.in. jako sekretarz struktur partyjnych SPD we Frankfurcie nad Menem, a od 1968 jako radny we frankfurckiej radzie miejskiej. W 1969 roku Guillaume prowadził kampanię wyborczą ministra transportu Georga Lebera w jego okręgu wyborczym. Po uformowaniu rządu koalicyjnego SPD z FDP, z polecenia Webera został zatrudniony jako doradca w Departamencie Polityki Gospodarczej, Finansowej i Społecznej Urzędu Kanclerskiego. 
W 1972 roku, dzięki swojemu  zaangażowaniu i zdolnościom organizacyjnym, awansował na osobistego asystenta kanclerza Willy'ego Brandta ds. relacji ze związkami zawodowymi. Tam uzyskał dostęp do tajnych akt i dyskusji w wewnętrznym kręgu wokół kanclerza federalnego. Ponadto Guillaume miał wgląd w życie prywatne Brandta.
Zachodnioniemieckie służby bezpieczeństwa dysponowały dowodami na działalność Guillaume'a jako agenta od połowy 1973 24 kwietnia 1974 roku Guillaume został aresztowany w Bonn pod zarzutem szpiegostwa. Wykrycie szpiega w najbliższym otoczeniu kanclerza było bezpośrednią przyczyną złożenia przez niego dymisji w maju 1974 roku. 15 grudnia 1975 roku Günter Guillaume został skazany przez IV Wydział Karny Wyższego Sądu Krajowego w Düsseldorfie na trzynaście lat pozbawienia wolności i pięć lat pozbawienia prawa wyborczego.
W 1981 wraz z żoną powrócił do NRD w ramach wymiany agentów. Po powrocie otrzymali Order Karola Marksa; Günter Guillaume został awansowany do stopnia pułkownika, a jego żona Christel do stopnia podpułkownika. Günter Guillaume zaczął pojawiać się jako gość specjalny na szkoleniach dla agentów Stasi. 28 stycznia 1985 Szkoła Wyższa Ministerstwa Bezpieczeństwa Państwowego NRD w Poczdamie przyznała mu tytuł doktora honoris causa. W czerwcu 1985 przyjechał wraz z żoną do Polski, by spotkać się ze słuchaczami i kadrą Ośrodka Kształcenia Kadr Wywiadowczych w Starych Kiejkutach. W 1988 opublikował swoje wspomnienia.
10 kwietnia 1995 roku zmarł na raka nerki. Został pochowany na cmentarzu parkowym w Berlinie-Marzahn.

### Życie prywatne
Jego pierwszą żoną była Christel Boom (1927–2004), również agentka wywiadu NRD. Mieli jednego syna Pierre'a (ur. 1957). Para rozwiodła się w 1981.
Drugą żoną została pielęgniarka Elke Bröhl, której to nazwisko przyjął.